# Erzbach (Enns)
Der Erzbach ist ein orografisch rechter Nebenfluss der Enns in der Steiermark.

## Geographie

### Verlauf
Der Erzbach entspringt nahe der Plattenalm südlich des Erzbergs und vereinigt sich zunächst mit dem Ramsaubach und im Ortszentrum von Eisenerz mit dem Trofengbach. Er fließt in nördliche Richtung vorbei am Leopoldsteiner See und mündet bei Hieflau in die Enns. Bedeutendster Nebenfluss ist der von links zulaufende Radmer Bach.

### Einzugsgebiet
Der Erzbach entwässert ein ca. 256 km² großes Gebiet der Eisenerzer und Ennstaler Alpen, sowie der Hochschwabgruppe.

### Zuflüsse
Von der Quelle zur Mündung. Auswahl.
- Ramsaubach, von links in Blumau
- Trofengbach, von rechts in Eisenerz
- Tullbach, von links in Eisenerz
- Große Fölz, von links in Großfölz
- Kleine Fölz, von links in Münichtal
- Seebach, von rechts nach Schloss Leopoldstein; ist Abfluss des Leopoldsteiner Sees
- Kalte Fölz, von links
- Ofenbach, von rechts vor Grassl
- Dürre Fölz, von links bei Grassl
- Höllgraben, von rechts
- Halsbach, von rechts
- Radmer Bach, von links vor Mandelboden
- Waaggraben, von links bei Mandelboden

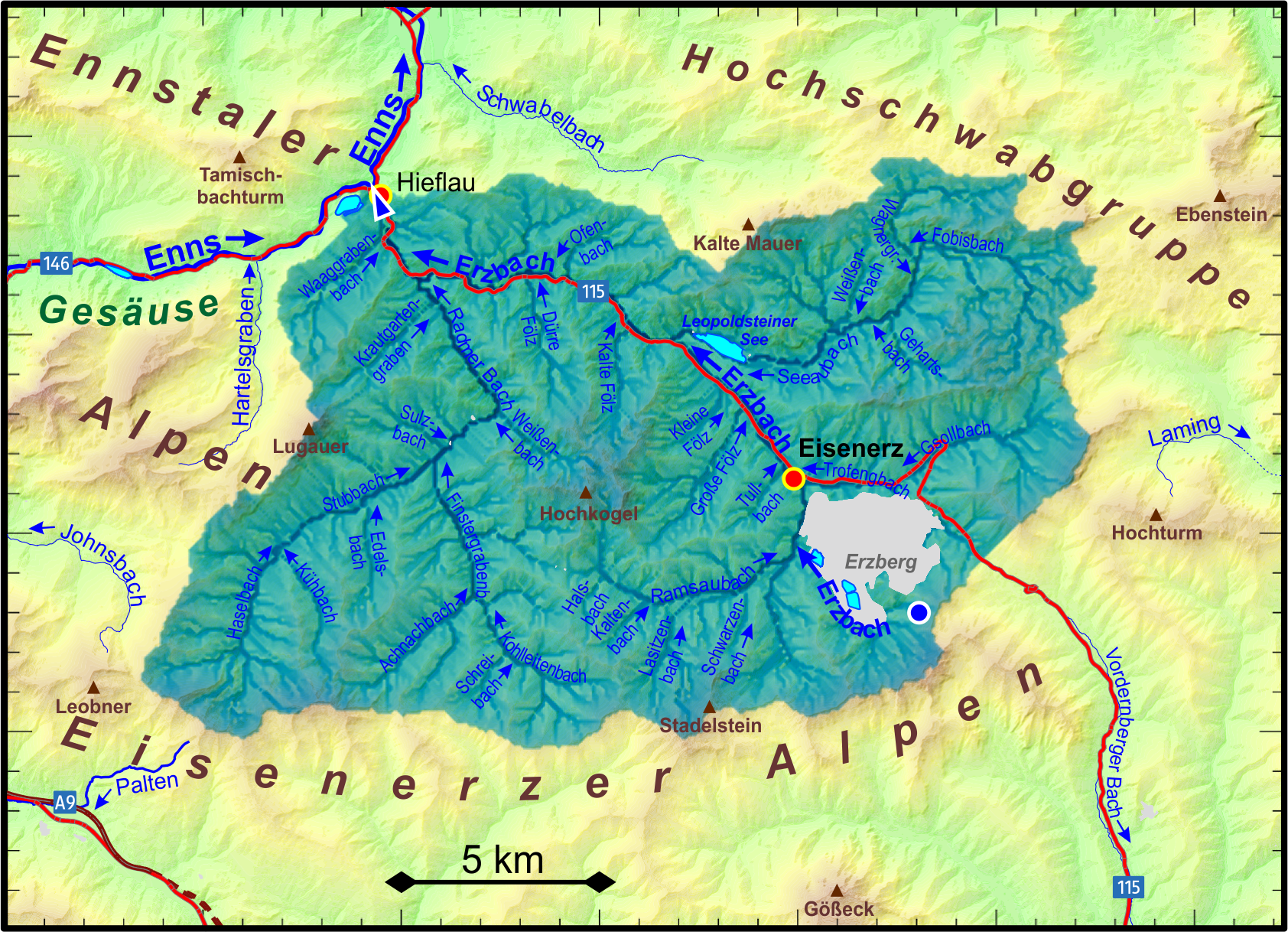
Einzugsgebiet des Erzbachs